# 13-й апостол
«13-й апостол» — советский цветной художественный фантастический фильм 1988 года режиссёра Сурена Бабаяна. Снят по мотивам одной из глав романа Рэя Брэдбери «Марсианские хроники».

## Сюжет
Экипаж космической экспедиции погиб при загадочных обстоятельствах. Через 15 лет инспектор расследует причины закрытия перспективной планеты. Для этого он навещает единственного оставшегося в живых члена экипажа — капитана Амоса, который теперь живёт в приюте для отставных астронавтов. В отчёте он обосновал запрет на дальнейшее исследование этой планеты.
Выясняется, что жители планеты приняли образ умерших родственников членов экипажа, чтобы внушить мысль о том, что здесь необходим карантинный режим. Мало того, с капитаном возвращается некое существо («апостол»), который вселяется в Авессалома.

## В ролях
| Актёр                               | Роль                   |
| ----------------------------------- | ---------------------- |
| Юозас Будрайтис                     | капитан Амос           |
| Андрей Болтнев                      | инспектор              |
| Владас Багдонас                     | апостол / Авессалом    |
| Армен Джигарханян                   | директор приюта Давид  |
| Донатас Банионис                    | отец                   |
| Альгис Матулёнис                    | священник              |
| Валентинас Масальскис               | член экспедиции        |
| Юрис Рииниекс                       | Марко, член экспедиции |
| Микк Микивер (в титрах Мик Микивер) | член экспедиции        |
| Карен Джанибекян                    | член экспедиции        |
| Владимир Кочарян                    |                        |
| Левон Нерсесян                      | Иоанес                 |
| Ингеборга Дапкунайте                | Мария                  |
| Элле Кулль                          | сиделка в приюте Эльма |
| Ирена Куксенайте                    |                        |
| Нийоле Гяльжините                   | мать Марко             |
| Ирена Крезуойте                     | мать                   |
| Илона Бальсите                      | Илона                  |
| Жозеф Налбандян                     |                        |
| Георгий Сичкарь                     |                        |
| Микаэл Довлатян                     |                        |
| Генрикас Кунавичюс                  | танцующий господин     |

В титрах фильма у некоторых актёров перечислены только их имена и фамилии, без указания роли.

## Съёмочная группа
- Автор сценария: Георгий Николаев при участии Сурена Бабаяна
- Режиссёр-постановщик: Сурен Бабаян
- Оператор: Артём Мелкумян
- Художник-постановщик: Вартан Седракян
- Звукооператор-постановщик: Роланд Казарян
- Композитор: Эдуард Айрапетян
- Режиссёры: Айк Ханджян, Карен Борян
- Оператор: С. Саркисян
- Художник-декоратор: Рашит Сафиуллин
- Костюмы: З. Густене
- Монтаж: Л. Ерёменко
- Гримёры: Армен Айвазян, Т. Маргарян
- Консультант: лётчик-космонавт Георгий Гречко
- Редактор: Гагик Ахвердян
- Директор: Вартан Бадалян